# 에이리언 3
《에이리언 3》(영어: Alien 3)은 1992년 개봉한 미국의 영화이자 에이리언 시리즈의 3번째 작품이다.
마돈나의 뮤직비디오와 펩시콜라 CF 등으로 명성을 쌓았던 데이비드 핀처 감독의 할리우드 데뷔작으로, 우여곡절 끝에 완성된 세 번째 시리즈이다. 핀처 감독은 신예감독을 못 미더워 했던 폭스 사 임원진의 갖은 외압으로 인해 줄거리와 몇몇 장면 등을 수정해야 했으며, 덕분에 고생스럽게 찍은 장면들 상당 부분이 사용되지 못했다. 그 결과 핀처 감독은 이 시리즈가 본인의 영화로 언급되는 것을 꺼린다고 한다. 기존에 촬영했던 장면들을 편집해 만든 재편집판이 공개되었으나, 이것은 핀처 감독이 관여하지 않은 버전이라, 기존 핀처 감독의 버전과는 상당 부분 차이점이 있다.
스토리상의 중심인 에이리언이 탄생하게 되는 숙주생물이 기존 '개'에서 재편집판에서는 '소'로 바뀌었으며, 재편집판에서는 죄수들이 에이리언을 폐기물 저장고에 가두는 장면이나 미치광이 수감자가 다시 에이리언을 풀어주는 장면이 추가되었고, 마지막에 용광로로 뛰어드는 리플리 몸속에서 나오는 퀸 체스트버스터가 재편집판에서는 등장하지 않는 점등이 변경되었다.

## 줄거리
지구로 향하던 식민지 해병대소속 우주선 술라코(SULACO)에서 동면을 하고 있던 리플리, 뉴트, 비숍, 힉스상병은 우주선내의 화재로 인해 긴급탈출 구명정으로 옮겨저 근처 피오리나 161행성에 불시착 하게 된다. 이 행성은 웨이랜드 유타니의 노동교도소 행성으로, 살인자와 강간범등 이중염색체를 보유한 수십명의 죄수들과 몇명의 교도관들이 거주하고, 자력 탈출은 불가능한 행성이였다. 의무실에서 깨어난 리플리는 자신을 제외한 뉴트, 힉스는 구명정에서 살아남지 못했다는 것을 알고 괴로워한다. 그러나 구명정 내에서 쇠가 녹은 자국을 보고 에이리언이 같이 따라왔음을 직감하고, 뉴트의 사체를 클레멘스의 도움을 얻어 부검했다. 다행히 뉴트의 사체에서는 에이리언의 흔적이 발견이 되지 않았으나, 리플리의 간곡한 부탁으로 앤드루스 교도소장 입회하에 용광로에 힉스와 뉴트의 사체를 던져 장례를 치렀다. 바로 그 시간, 에이리언이 개의 뱃가죽을 찢고 나왔고(오리지널 버전), 죽은 소의 갈비를 뚫고 나왔으며(재편집판), 그대로 교도소 어딘가로 사라진다.
그리고 그 후 죄수들이 하나둘씩 에이리언들에게 살해당하기 시작하고, 동료 죄수들로부터 저능아 취급을 받던 죄수 골릭이 에이리언을 보았다고 말하지만 리플리를 제외한 앤드루스 교도소장을 비롯해 다른 이들은 그 이야기를 믿지 않는다. 오히려 같이 정신나간 사람 취급을 받으며 의무실에 구금된 리플리는 클레멘스가 의무실에 들어온 에이리언에게 살해당하자, 앤드루스 교도소장에게 달려가 사실을 알리지만 에이리언이 그마저 죄수들이 보는 앞에서 살해한다. 한순간에 구심점을 잃은 죄수들은 그들 사이에서 신앙심으로 단결을 유지하는데 앞장섰던 죄수 딜론을 리더로 삼길 원하나, 딜론은 거부하고 리플리가 리더가 되길 권유한다. 리플리는 무기가 없는 교도소내 특성상, 유독성 인화물질을 이용해 에이리언을 폐기물 저장고로 유인해 가둬둘 계획을 세운다. 하지만 신호탄을 가진 죄수 중 하나가 에이리언에게 공격받으면서 인화물질에 불이 붙어 폭발해 버리는 바람에 죄수들 반절은 불에 타 죽고, 남은 죄수들도 심각한 부상을 입는다. 재편집판에서 추가된 장면에서는 이 폭발 와중에 죄수 한명이 자신을 희생해 폐기물 저장고로 에이리언을 유인하고, 안에 같이 같혀서 에이리언을 가두는데 성공한다. 하지만 앞서 에이리언을 의무실에서 보고 정신이 이상해진 골릭은 폐기물 저장고 앞에서 에이리언을 지키던 동료 죄수를 죽여서 안에 갇힌 에이리언을 도로 풀어주고 자신도 죽고 만다.
리플리는 그동안 구명정에 에이리언이 따라온 사실, 회사가 여전히 에이리언을 확보하기 위해 노력하고 있다는 사실, 자신이 퀸 에이리언의 숙주가 되었고 회사가 이를 알고 구조대를 보내 자신을 구하러 온다는 사실들을 알게 된다. 남은 죄수들은 결국 자신을 미끼로 삼아 에이리언을 용광로로 향하는 피스톤 안에 가두려고 하고, 좁은 통로안에서 에이리언을 피해 달리지만, 대부분의 죄수가 에이리언에게 살해당하고 결국 딜론과 모스만이 남아 리플리와 함께 에이리언을 상대하게 된다. 피스톤 안에 에이리언을 가두는데 성공하자, 모스는 에이리언이 피스톤 안에서 딜론을 물어 뜯는 동안 납물을 부어 에이리언을 죽이려고 했다. 하지만 에이리언이 납물에서 생존해 튀어나오자, 리플리는 스프링클러를 틀고 에이리언에게 끼얹어 열팽창으로 에이리언을 처치하는데 성공한다. 때마침 회사의 구조대가 도착하고, 이들은 리플리의 몸 속에 있는 퀸 에일리언을 얻고자 회유를 거듭하지만 리플리는 이를 거부하고 스스로 용광로에 몸을 던져 자살해 퀸 에이리언과 함께 죽는다. 피오리나 161은 그대로 폐쇄되었고, 영화는 리플리가 불시착한 구명정에서 흘러나오는 1편의 마지막, 노스트로모호 구명정에서 녹음했던 리플리의 육성이 흘러나오며 끝난다.

## 출연
- 시고니 위버 - 리플리
- 랜스 헨릭슨 - 비숍2
- 찰스 댄스 - 닥터 클레멘스
- 찰스 S. 더턴 (Charles S. Dutton) - 딜런
- 브라이언 글러버 - 앤드루스 교도소장
- 랠프 브라운 - 에런 부소장 aka."85"
- 폴 맥갠 - 골릭
- 대니얼 웨브 - 모스

## 한국어 더빙 성우진

### SBS (1994년 9월 20일)
- 손정아 - 리플리(시고니 위버)
- 송두석 - 클레멘스(찰스 댄스)
- 유해무 - 딜런(찰스 S. 듀튼)
- 김병관 - 앤드루스(브라이언 글로버)
- 이성 - 에런(랠프 브라운)
- 윤병화 - 골릭(폴 맥갠)
- 강구한 - 모스(대니얼 웨브)
- 이종오 - 비숍(랜스 헨릭슨)
- 정동열
- 이종혁
- 홍시호
- 이대영
- 서문석
- 서광재
- 홍성헌

### KBS (2002년 2월 14일)
- 손정아 - 리플리(시고니 위버)
- 오세홍 - 비숍(랜스 헨릭슨)
- 박상일
- 유해무
- 김준
- 강구한
- 김수중